# Jürgen Gruner

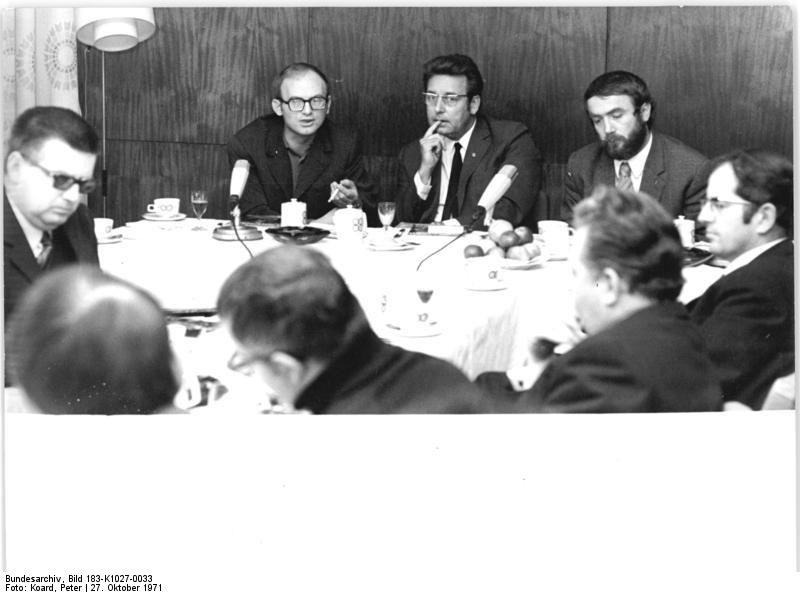
Jürgen Gruner (Mitte) bei einer Pressekonferenz 1971

Jürgen Gruner (* 17. Dezember 1930 in Zwickau) ist ein deutscher ehemaliger Verlagsleiter und Kulturpolitiker in der Deutschen Demokratischen Republik (DDR). Der Nationalpreisträger der DDR war von 1963 bis 1968 persönlicher Referent des DDR-Kulturministers Klaus Gysi und von 1970 bis 1991 Leiter des Verlags Volk und Welt in Berlin.

## Leben
Gruner, Sohn eines Lehrers, studierte von 1949 bis 1954 Geschichte, Philosophie und Soziologie an der Universität Leipzig. Er musste sein Studium aus unbekannten Gründen ein Jahr unterbrechen und sich "in der Produktion bewähren", durfte aber an die Universität zurückkehren. 1953 trat er in die Sozialistische Einheitspartei Deutschlands (SED) ein.
Nach dem erfolgreichen Abschluss des Studiums wurde Gruner 1954 Leitender Lektor im Verlag Neues Leben Berlin. 1955 wechselte er zum Verlag des Ministeriums für Nationale Verteidigung und war dort bis 1960 Lektoratsleiter. 1960 wurde er Cheflektor des Kongreß-Verlags Berlin.
1963 wurde Gruner Fachgebietsleiter im Ministerium für Kultur und war bis 1968 persönlicher Referent des Ministers Klaus Gysi. 1968 ging er zum Verlag Volk und Welt und war bis 1970 Cheflektor. 1970 wurde er, als Nachfolger von Walter Czollek, Leiter des Verlags und blieb dies für 21 Jahre. Von 1980 bis 1991 war er zusätzlich Mitglied des PEN-Zentrums DDR und von 1983 bis 1990 Vorsteher des Börsenvereins der Deutschen Buchhändler zu Leipzig.
Von 1982 bis 1989 war Gruner als sogenannter Gesellschaftlicher Mitarbeiter Sicherheit als inoffizieller Mitarbeiter (IM) des Ministeriums für Staatssicherheit (MfS) erfasst und trug den Decknamen Ernst. Er lebt als Rentner in Berlin.

## Ehrungen
- 1979 Nationalpreis der DDR
- 1987: Nationalpreis der DDR II. Klasse für Kunst und Literatur